# David O'Loughlin
David O'Loughlin (nascido em 29 de abril de 1978) é um ciclista profissional irlandês que competiu no ciclismo nos Jogos Olímpicos de Verão de 2008, representando a Irlanda.